# Dzsemíla
Dzsemíla vagy Dzsamíla (arabul جميلة, jelentése ’a szépséges’; latinul Cuicul, Curculum) Algéria 1982 óta világörökségi védelmet élvező római kori romvárosa a Földközi-tenger partjainál, Kaszentínától 150 kilométerre keletre, Szetif tartományban. Az Észak-Afrika legépebb római építészeti emlékeit megőrző emlékhely két fórumot, színházat, szentélyeket, bazilikákat, termákat, diadalíveket, lakó- és középületeket, illetve utcákat foglal magában. Az impresszív romok a Gergúr- és a Betáme-vádik között magasodó sziklaszirten, 900 méteres tengerszint feletti magasságban állnak.

## Története
Az i. sz. 1. század végén, vélhetően Nerva rövid uralkodása alatt (96–98) épült római katonavárosként, amely a berber eredetű Cuicul nevet kapta. A 2. században virágzó kereskedőváros lett, ahol főként mezőgazdasági javak (gabona, olíva, állati termékek) cseréltek gazdát. A város gyors fejlődésnek indult, és déli irányban egy új városnegyed nőtt ki a földből. A 3. században – amikor a lakosság már elérhette a 20 ezer főt – megjelentek a keresztények is a városban, Cuicul egyik név szerint is ismert püspöke 255-ben Pudentianus volt. 431-től 442-ig a vandálok, 553 után a bizánciak birtokolták a fényét vesztett várost, amely a 6. században elnéptelenedett. Az arab uralom idején sem népesült újra, csupán a régi római építészet iránt érzett csodálatuknak adták tanúbizonyságát a hódítók azzal, hogy a romvárost Dzsemílának (’a szépséges’) nevezték el. A régészeti feltárómunka 1909-ben vette kezdetét a romvárosban.

## A helyszín
Dzsemíla magán viseli a római várostervezés klasszikus megoldásait. A várost keresztülszelő, központi helyzetű, 800 méter hosszú, jón oszlopsorral övezett út, a cardo maximus mindkét végén városkapuk állnak. Középen található a közel négyzetes alapú (48×44 méteres) fórum, amelyet a legfontosabb közhivatalok kereteznek: északról a római mintára kialakított, Jupiter, Juno és Minerva templomait magában foglaló Capitolium, keletről a törvénykezés otthona, a curia, nyugatról pedig a kereskedelem központja, a basilica Julia. A déli oldalon található a Iulius-ház nemzőjének szentelt Venus Genitrix-templom, valamint a húscsarnok (macellum). A fórumtól délre sorakoznak az arisztokraták díszes mozaikborítású lakóházai, amelyek száma a település 2. századi növekedésével megsokszorozódott, s nyomukban egy új városnegyed alakult ki. Ebben az új negyedben található egy kisebb fórum, a kelmekereskedőknek otthont adó basilica vestiaria, az Antoninus Pius alatt (138–161) befejezett, háromezer embert befogadó színház, a Commodus idejében (180–192) kiépített thermák sora, a monumentális római szökőkút, a Meta Sudans egy másolata, a Caracalla-diadalív (216), valamint Septimius Severus temploma (229). Az őskeresztények megjelenését követő időkből származik a szintén itt található két bazilika, keresztelőkápolna és a papság szállásául szolgáló házak sora.